# Acanthocinus reticulatus
Acanthocinus reticulatus är en skalbaggsart som först beskrevs av Razoumowsky 1789.  Acanthocinus reticulatus ingår i släktet Acanthocinus och familjen långhorningar.
Artens utbredningsområde är:
- Frankrike.
- Ukraina.

Arten har ej påträffats i Sverige. Inga underarter finns listade i Catalogue of Life.